# بیگ آی
بیگ آی (به لاتین: Big-i) یک آسمان‌خراش در ژاپن است که در کوری‌یاما، فوکوشیما واقع شده‌است.